# Wojna domowa w Republice Konga
Wojna domowa w Republice Konga – konflikt zbrojny w latach 1997–1999, toczący się w Republice Konga między siłami rządowymi prezydenta Pascala Lissouby i jego sprzymierzeńcami, a rebeliantami pod wodzą Denisa Sassou-Nguesoo wspieranego przez inwazyjne wojska Angoli. Wojna zakończyła się obaleniem ekipy rządzącej, wybranej w wyborach demokratycznych.

## Tło
Denis Sassou-Nguesso był prezydentem Konga w latach 1979–1992 stojąc podczas systemu jednopartyjnego na czele Kongijskiej Partii Pracy (PCT). Wskutek wprowadzenia pluralizmu politycznego w 1990, który doprowadził do obrad Krajowej Konferencji w 1991, stracił uprawnienia wykonawcze, następnie ponosząc porażkę w pierwszych demokratycznych wyborach w 1992. Pierwszym demokratycznym prezydentem został Pascal Lissouba (Panafrykański Związek na rzecz Demokracji Społecznej), który pokonał w drugiej turze Bernarda Kolelasa (MCDDI).
W ten sposób Sassou-Nguesso wraz z Kolelasem założyli opozycyjny sojusz URD, który ogłosił, iż Lissouba objął urząd po sfałszowanych wyborach. Od listopada 1993 w Kongu dochodziło do zamieszek między zwolennikami Lissouby i Kolelasa a w styczniu 1994 miejsce miała zbrojna konfrontacja. Niepokoje w kraju kosztowały życie 1500 osób. Kiedy w czerwcu 1994 doszło do politycznego pojednania między prezydentem Lissoubą i Bernardem Kolelasem, generał Sassou-Nguesso stanął na czele opozycji, działając na emigracji.

## Przebieg konfliktu
Kiedy Sassou-Nguesso powrócił do kraju 5 czerwca 1997, został otoczony w jego domu w Brazzaville przez siły rządowe. Od tej pory dochodziło do starć bojówek zwanych Cobra, na czele których stał Sassou-Nguesso, z siłami rządowymi, co doprowadziło do wybuchu wojny domowej. W październiku 1997 doszło do interwencji wojsk Angoli, w wyniku czego prezydent Lissouba, premier Yhombi-Opango i ich zwolennicy (tacy jak Bernard Kolélas stojący na czele bojówek Ninja) zostali zmuszeniu do ucieczki z kraju. Tymczasem Sassou-Nguesso 25 października został zaprzysiężony na prezydenta Konga.
W styczniu 1998 zwołał Narodowe Forum Pojednania, które miało nakreślić charakter i czas trwania rządu tymczasowego.
Bojówki Ninja bezskutecznie próbowały odzyskać kontrolę nad stolicą w grudniu 1998, a przebywający w tym czasie w USA Kolélas zapewniał, iż jego siły są w stanie kontrolować sytuację w kraju, co ma zapewnić mu powrót do kraju. Jednak nowy prezydent Denis Sassou-Nguesso odrzekł, iż wojsko ma zdecydowaną przewagę. W wyniku walk przesiedlonych zostało tysiące cywilów. Kolélas kilka dni później ogłosił, iż powstanie rebeliantów miało powodzenie za sprawą interwencji wojsk Angoli.
W listopadzie i grudniu 1999 nowy rząd podpisał umowy z większością rebeliantów. Wezwał do rozbrojenia, demobilizacji, reintegracji byłych milicjantów i "dialogu narodowego bez wykluczenia", aby rozwiązać spory polityczne leżące u podstaw konfliktu zbrojnego.